# Todor Skrimow
Todor Skrimow; bg. Тодор Скримов; (ur. 9 stycznia 1990 w Perniku) – bułgarski siatkarz, reprezentant kraju, grający na pozycji przyjmującego. 

## Sukcesy klubowe
Liga francuska:
- 2013

Puchar Challenge:
- 2014

Superpuchar Bułgarii:
- 2024[1]

Puchar Bułgarii:
- 2025[2]

Mistrzostwo Bułgarii:
- 2025[3]

## Nagrody indywidualne
- 2011:  Najlepszy przyjmujący ligi francuskiej w sezonie 2010/2011